# Budova BIGZ
Budova BIGZ (srbsky v cyrilici Зграда БИГЗ, v latince Zgrada BIGZ) je funkcionalistická opuštěná stavba původní tiskárny (zkratka BIGZ z názvu pochází z Beogradski izdavačko-grafički zavod, tedy Bělehradského vydavatelsko-grafického závodu). Nachází se na ulici Bulevar Vojvode Mišića 17, v jihovýchodní části města, v blízkosti řeky Sávy a dálniční křižovatky Mostar.
Stavba je kulturní památkou, a to od roku 1992.
Budova disponuje plochou 25 000 m2. Dobře je viditelná pro všechny, kteří přijíždí do centra Bělehradu ze směru Záhřeb, Užice a Budapešť. Budova zahrnovala tiskárnu, skladiště, kanceláře, hudební studia, umělecké ateliéry, dílny a další pracovny, kulturní centrum apod. Rozsáhlou plochu o nemalém počtu pater dokázal Brašovan rozčlenit díky tomu, že první čtyři patra vystupují u hlavního průčelí, orientovaného do ulice Vojvode Mišića do popředí a jsou vizuálně oddělené od zbytku hmoty stavby.

## Historie
V 30. letech 20. století vypsal jugoslávský stát výběrové řízení na novou budovu tiskárny, neboť původní z 19. století přestávala vyhovovat. V dubnu 1933 proběhla architektonická soutěž, ve které na prvním místě uspěl Dragiša Brašovan, na druhém místě se umístil záhřebský tým architektů Jovan Korka, Đorđe Kiverov a Đorđe Krekić a na třetím bělehradský tým ve složení Dragan Gudović a Dimitrije M. Lek. Všechny návrhy předpokládaly vznik několikapatrového funkcionalistického paláce; původní Brašovanův plán byl sice ještě přepracován, ale už počítal s nápadnou věží v západním rohu budovy. Hlavní motiv, kterého se při výstavbě desetiposchoďového domu držel, byl půdorys budovy ve tvaru písmene П.
Stavební práce na budově byly zahájeny až v roce 1937 a vzhledem k tomu, že se jednalo o nejvyšší stavbu v celé této části města, ještě před dokončením budila údiv a zájem místních. Dokončena byla v květnu 1940 a kolaudace se uskutečnila v lednu 1941. Stavební náklady dosáhly téměř 40 milionů jugoslávských dinárů. Vzhledem k zhoršující se bezpečnostní situaci v Evropě v souvislosti s průběhem druhé světové války bylo nejprve odsunuto nastěhování budovy z února 1941 na podzim téhož roku, v dubnu však konflikt vypukl i na území tehdejší Jugoslávie, a tak k nastěhování již nedošlo.
Za války byla budova poškozena, nakonec ale po osvobození města byla nakonec zprovozněna. V rámci reorganizace národního hospodářství po nástupu komunistů k moci a znárodnění byl zřízen Bělehradský vydavatelsko-grafický podnik (srbsky Beogradski izdavačko-grafički zavod, zkr. BIGZ). Ve své době se jednalo o největší tiskařský podnik na Balkáně, který se věnoval především tisku menších knih ve velkém nákladu.
Za dob existence SFRJ tento podnik zaměstnával až 3000 lidí. V roce 1992 byla stavba prohlášena za kulturní památku.
Až do 90. let budova skutečně sloužila jako tiskárna. Poté však státní podnik zkrachoval a budovu obsadili mladí umělci a funguje jako neformální kulturní centrum. V budově BIGZ často vystupovali či trénovaly skupiny, jako např. Štrebersi, DžDž, Metak Za Zlikovca, Autopark, Petrol, Repetitor, Sinestezija, Tobija, Damjan od Resnika, Bolesna Štenad, Vox Populi, Dažd, nebo v Srbsku značně popuplární S.A.R.S..
V roce 2007 stavbu od státu odkoupil podnikatel Petar Matić za 310 milionů dinárů.